# Französische Frauenfußballmeisterschaft 1984/85
Die französische Frauenfußballmeisterschaft 1984/85 war die elfte Ausspielung dieses Titels nach der offiziellen Anerkennung des Frauenfußballs durch den Fußballverband Frankreichs, die FFF, im Jahr 1970.
Die Meisterschaft 1984/85 – eine frankreichweite höchste Liga gab es vor 1992 nicht – wurde in einer Mischung aus Gruppenspiel- und K.o.-Modus ausgetragen; für die Teilnahme an der landesweiten Endrunde mussten sich die Frauschaften zuvor auf regionaler Ebene qualifizieren. Die Vorjahresmeisterinnen der ASJ Soyaux schieden diesmal bereits in der Gruppenphase des Viertelfinales aus. Stattdessen setzten sich im Endspiel die Frauen von VGA Saint-Maur durch, die ihren zweiten französischen Meistertitel gewannen.

## Vorrunde
Zunächst wurde in acht regional aufgeteilten Gruppen à sechs Frauschaften jeweils eine doppelte Punkterunde mit Hin- und Rückspielen ausgetragen. Die danach je drei Gruppenbesten, insgesamt also 24 Teams, erreichten die nächste Runde, das Viertelfinale, während die anderen 24 Mannschaften um das sogenannte Championnat de Deuxième Division, also die Zweitligameisterschaft, spielten. In den Gruppen der beiden ersten Runden trat jeder Verein gegen jeden anderen zweimal an, in einem Heim- und einem Auswärtsspiel. Bei Punktgleichheit von zwei oder mehr Teams – es galt die Zwei-Punkte-Regel – gab zunächst der direkte Vergleich und, falls notwendig, anschließend die bessere Tordifferenz aus sämtlichen Spielen den Ausschlag.
In den verwendeten Quellen werden für Vorrunde und Viertelfinale keine einzelnen Ergebnisse, sondern lediglich Abschlussplatzierungen und Pluspunktzahlen angegeben. Die Punktangaben sind allerdings nicht vollständig, so dass hier für die Vorrunde darauf verzichtet wird.
| Gruppe | Rang 1 bis 3                                            | Rang 4 bis 6                                                   |
| ------ | ------------------------------------------------------- | -------------------------------------------------------------- |
| A      | ASPTT Strasbourg, FC Vendenheim, FC Metz                | AS Nancy, AC Gy, AS Valentigney                                |
| B      | FC Lyon, SMUC Saint-Joseph, FC Valence                  | 0FC La Valette, Phénix Féminin Cavaillon, Olympique Marseille0 |
| C      | AS Muret, Olympique Mirail Toulouse, ASPTT Bordeaux     | Toulouse OAC, FC Langon, ES Arpajon                            |
| D      | EC Tours, US Montfaucon, ASJ Soyaux                     | AS Gagnerie, AC Landouge Limoges, US Villaines                 |
| E      | 0CS Saint-Brieuc, Stade Quimper, FCF Condé-sur-Noireau0 | FC Bergot Brest, FC Le Neubourg, UC Bricquebec                 |
| F      | VGA Saint-Maur, Stade Reims, JS Poissy                  | AO Boran-sur-Oise, AS Saint-Quentin, AC Abbeville              |
| G      | FCF Hénin-Beaumont, AS Étrœungt, ES Juvisy-sur-Orge     | Paris Saint-Germain FC, AC Cambrai, Fémina OS Hem              |
| H      | SC Caluire Saint-Clair, US Orléans, AS Moulins          | AS Toussieu, FC Riom, FC Sens                                  |

## Viertelfinale
Nach Abschluss der Gruppenspiele dieser Runde qualifizierte sich nur der jeweilige Tabellenerste für das Halbfinale, dessen Begegnungen in Hin- und Rückspiel ausgetragen wurden.
| Pl. | Verein          | Pkte. |
| --- | --------------- | ----- |
| 1.  | EC Tours        | 14    |
| 2.  | Stade Quimper   | 13    |
| 3.  | CS Saint-Brieuc | 12    |
| 4.  | ASJ Soyaux      | 9     |
| 5.  | US Montfaucon   | 8     |
| 6.  | ASPTT Bordeaux  | 4     |

| Pl. | Verein                    | Pkte. |
| --- | ------------------------- | ----- |
| 1.  | FC Lyon                   | 16    |
| 2.  | AS Muret                  | 15    |
| 3.  | AS Moulins                | 10    |
| 4.  | FC Valence                | 9     |
| 5.  | Olympique Mirail Toulouse | 5     |
| 6.  | SMUC Saint-Joseph         | 5     |

| Pl. | Verein                 | Pkte. |
| --- | ---------------------- | ----- |
| 1.  | VGA Saint-Maur         | 16    |
| 2.  | ASPTT Strasbourg       | 15    |
| 3.  | SC Caluire Saint-Clair | 10    |
| 4.  | FC Metz                | 8     |
| 5.  | ES Juvisy-sur-Orge     | 5     |
| 6.  | FC Vendenheim          | 4     |

| Pl. | Verein                | Pkte. |
| --- | --------------------- | ----- |
| 1.  | FCF Hénin-Beaumont    | 15    |
| 2.  | Stade Reims           | 13    |
| 3.  | AS Étrœungt           | 12    |
| 4.  | JS Poissy             | 7     |
| 5.  | US Orléans            | 7     |
| 6.  | FCF Condé-sur-Noireau | 6     |

## Halbfinale
| EC Tours – VGA Saint-Maur    | 1:0 | 1:5 |
| FCF Hénin-Beaumont – FC Lyon | 3:2 | 1:2 |

## Endspiel
Das Finale fand am 23. Juni 1985 in Moulins statt.
| VGA Saint-Maur – FC Lyon | 2:0 (1:0) |

Aufstellungen
- Saint-Maur: Sandrine Roux – Marie-Antoinette Bilon, Mesnil, Guilly, Sylvie Baracat – Marie-Agnès Annequin, Corine Suchodolski, Bachir-Bei – Martine Puentes, Élisabeth Loisel, Régine Mismacq (50. Mourinet)
Trainerin: Dominique Tedeschi
- Lyon: Glen (42. Cœur) – Véronique Nowak, Marie-Angèle Blin, Favre, Benatre – Fernandez, Barascud, Sandrine Pastorica, Florence Polsinelli (58. Bruneau) – Nadine Jacquemond, Chevrolat
Trainer: Alain Rinaudo

Tore
1:0 Puentes (40.)

2:0 Bachir-Bei (79.)